# Porntip Buntanon
Porntip Buntanon (Thai: พรทิพย์ บุญถนอม; * um 1950) ist eine thailändische Badmintonspielerin. 

## Karriere
Porntip Buntanon gewann 1977 bei den thailändischen Meisterschaften Gold im Mixed mit Preecha Sopajaree. Ein Jahr später verteidigten sie den Titel und wurden Vizeweltmeister bei den Titelkämpfen der WBF. 1980 siegte Buntanon noch einmal im Damendoppel bei den thailändischen Meisterschaften. Bei den Südostasienspielen gewann sie 1975 Bronze im Damendoppel, während es zwei Jahre später nur noch zu Platz vier in der gleichen Disziplin reichte.

## Sportliche Erfolge
| Saison   | Veranstaltung               | Disziplin   | Platz | Name                                      |
| -------- | --------------------------- | ----------- | ----- | ----------------------------------------- |
| 1975     | Südostasienspiele           | Damendoppel | 3     | Suleeporn Jittariyakul / Porntip Buntanon |
| 1977     | Thailändische Meisterschaft | Mixed       | 1     | Preecha Sopajaree / Porntip Buntanon      |
| 1977     | Südostasienspiele           | Damendoppel | 4     | Thongkam Kingmanee / Porntip Buntanon     |
| 1978     | WBF-Weltmeisterschaft       | Mixed       | 2     | Preecha Sopajaree / Porntip Buntanon      |
| 1978     | Thailändische Meisterschaft | Mixed       | 1     | Preecha Sopajaree / Porntip Buntanon      |
| 1980/IBF | Thailändische Meisterschaft | Damendoppel | 1     | Thongkam Kingmanee / Porntip Buntanon     |